# Никифоров, Александр Викторович
Александр Викторович Никифоров (род. 3 февраля 1967, Уфа) — советский и российский хоккеист, вратарь.

## Биография
Воспитанник уфимского СК им. Салавата Юлаева. Выступал за команды «Авангард» Уфа (1984/85 — 1985/86, 1988/89 — 1989/90, 1991/92), «Салават Юлаев» (1986/87 — 1987/88, 1988/89 — 1994/95), СКА Свердловск (1987/88), «Новойл» Уфа (1994/95), «Нефтехимик» Нижнекамск (1996/97 — 1997/98), «Спартак» Москва (1997/98 — 1998/99), «Сталь» Аша (1999/2000), «Элемаш» Электросталь (2000/01 — 2001/02), ТХК (2001/02 — 2002/03).